# Laurie Morgan
Laurence „Laurie“ Morgan (* 4. September 1926 in Stoke Newington, London; † 5. Februar 2020) war ein britischer Jazzmusiker (Schlagzeug, Vibraphon, auch Piano).

## Leben und Wirken
Morgan begann bereits als zehnjähriges Kind zu trommeln; als Jugendlicher spielte er bei Rhythm Racketeers (mit Don Rendell), dann als Teil der Gay Caballeros. Mit der Pianistin Hetty Booth spielte er 1943 und 1944 zur Betreuung der amerikanischen Truppen. Er gehörte dann diversen Londoner Bands an, um 1947 mit Ronnie Scott und Tony Crombie in den USA aufzutreten und den neuen Bebop direkt vor Ort zu studieren. Um weiterhin Kontakt zur New Yorker Szene zu halten, arbeitete er dann bei Ivor Noone auf der Queen Mary, bevor er zurück in London im Dezember 1948 Gründungsmitglied des Club Eleven wurde und dort mit John Dankworth, Bernie Fenton und Joe Muddel auftrat. Nachdem er zur Big Band von Leon Roy gehört hatte, gründete er 1950 seine Elevated Music, mit der er auch in Frankreich und Belgien auf Tournee war. In den 1950er Jahren arbeitete er auch mit Harry Hayes, Bert Ambrose, Dizzy Reece oder Vic Abbott. 1959 gründete er seine Contemporary Jazz Unit, um denn mit Dick Heckstall-Smith und Tommy Whittle zu spielen. Im weiteren Verlauf der 1960er Jahre zog er sich weitgehend von der Jazzszene zurück, um als musikalischer Leiter im Mercury Theatre und als stellvertretender musikalischer Leiter im National Theatre zu wirken. In den 1970er Jahren trat er gelegentlich mit Bernie Cashs Great Jazz Solos Revisited Orchestra auf. In den 1990er Jahren leitete er ein Trio mit Iggy Quale und Coleridge Goode.
Morgan ist auch auf Tonträgern mit Alan Dean’s Beboppers, Gwigwi Mrwebi, Tunji Oyelana und dem New Departures Quartet zu hören. Er trat auch in dem Dokumentarfilm Jazz Britannia (2005) auf. Der Schlagzeuger Paul Morgan ist sein Sohn.

## Lexikalische Einträge
- John Chilton, Who’s Who in British Jazz London 2005; ISBN 978-0826472342